# أوريتافانسين
أوريتافانسين Oritavancin هو مضاد حيوي شبه اصطناعي من الببتيدات السكرية، تم تطويره وايجاده لمعالجة الإصابة الشديدة بإيجابيات الغرام. اكتشف وطور من قبل ايلي ليللي Eli Lilly، تم شراء oritavancin من قبل InterMune في عام 2001 ومن ثم من قبل Targanta للمعالجة في أواخر عام 2005.
في ديسمبر 2008 رفضت إدارة الغذاء والدواء الموافقة عليه، وسحب طلب الاتحاد الأوروبي.
في عام 2009 تم الحصول على حقوق تطوير من قبل The Medicine Co الذين يقومون باجراء تجارب سريرية لإمكانية إعادة تقديم الطلب لادارة الغذاء والدواء في عام 2013.
بنيته تشبه فانكومايسين وهو ليبوغليكوببتيد.

## الفاعلية في الزجاج
يتشارك Oritavancin بخصائص معينة مع باقي المضادات الحيوية من زمرة الببتيدات السكرية، والتي تتضمن الفانكومايسين، والذي يعتبر المعيار الحالي لتدبير العدوى الشديدة بإيجابيات الغرام في الولايات المتحدة وأوروبا. أظهرت البيانات التي قدمت في مؤتمر تبادل العلوم السنوي ال47 في العوامل المضادة للجراثيم والعلاج الكيميائي (ICAAC) في سبتمبر 2007 أن oritavancin تمتلك فعالية ضد الجراثيم قوية وسريعة في الزجاج ضد طيف واسع من إيجابيات الغرام المتوقعة والمقاومة على حد سواء، بما في ذلك المكورات العنقودية الذهبية، المكورات العنقودية الذهبية المقاومة للميثيسيلين، المعوية، والعقديات. اثنين من الملصقات التي قدمت في الاجتماع أظهرت أيضا أن oritavancin كان أكثر فعالية من كل من الميترونيدازول أو فانكومايسين في اختبار سلالات من المطثية العسيرة.
الجمرة الخبيثة: الأبحاث التي قدمت في الجمعية الأميركية لعلم الأحياء الدقيقة (ASM), في الاجتماع السنوي ال 107 للجمعية العمومية في مايو 2007،اقترح فائدة oritavancin المحتملة كعلاج للتعرض إلى عصيات الجمرة الخبيثة، وهي بكتيريا إيجابية الجرام تسبب مرض الجمرة الخبيثة، بعد أن أثبتت فعاليته في نموذج الفأر على حد سواء قبل وبعد التعرض للبكتيريا.

## آلية العمل
مجموعة 4 كلورو biphenylmethyl تعطل غشاء الخلية للبكتيريا إيجابية الجرام. وهو يعمل أيضا على تثبيط الtransglycosylation وتثبيط النقل الببتيدي transpeptidation.